# Pole-Poppenspäler-Museum
Das Poppenspäler Museum im Schloss vor Husum in der König-Friedrich-V.-Allee in Husum ist ein Museum zum Thema Puppenspiel.
Das Poppenspäler Museum wurde 1993 anlässlich des 10. Internationalen Figurentheater Festivals der "Pole Poppenspäler Tage" eröffnet. Benannt ist das Poppenspäler Museum nach der Novelle von Theodor Storm. Nach mehreren Umzügen ist es seit 2013 im Schloss vor Husum angesiedelt. Hier versammeln sich überwiegend Exponate von Berufsbühnen, die einen Bezug zu Festival oder zum Land Schleswig-Holstein haben. Zu seinen Beständen gehören etwa 500 Figuren verschiedener Art und Herkunft, darunter Exponate von Theo Eggink und Till de Kock, Antje Hohmuth, Jutta Balk, Peter Röders, P.K. Steinmann, Dieter Kieselstein, F.H. Bross und anderen. Auf einem Kasper-Karussell werden Kasper-Handpuppen und -Marionetten aus zahlreichen Ländern gezeigt. Ferner sind in dem Museum Requisiten und Materialien zur Geschichte des Figurentheaters zu sehen. 
Theateraufführungen finden sowohl im Schloss vor Husum als auch am Poppenspäler Wagen statt, der seit 2011 von Mai bis September in Tönning steht.